# 長崎掖済会病院
長崎掖済会病院（ながさきえきさいかいびょういん）は、公益社団法人日本海員掖済会が長崎県長崎市樺島町に設置する病院。

## 診療科
（この節の出典）
- 内科
- 呼吸器内科
- 消化器内科
- 心臓内科
- 気管食道内科
- 糖尿病内科
- 脂質代謝内科
- 腎臓内科
- 感染症内科
- 老年内科
- 内視鏡内科
- 外科
- 呼吸器外科
- 消化器外科
- 乳腺外科
- 気管食道外科
- 肛門外科
- 整形外科
- 腫瘍外科
- リウマチ科
- 皮膚科
- 泌尿器科
- リハビリテーション科
- 放射線科
- 性感染症泌尿器科
- 内分泌外科
- 禁煙外来
- 睡眠外来

## 医療機関の指定・認定
- 保険医療機関[1]
- 労災保険指定医療機関[1]
- 指定自立支援医療機関（更生医療）[1]
- 身体障害者福祉法指定医の配置されている医療機関[1]
- 生活保護法指定医療機関（中国残留邦人等支援法に基づく指定医療機関を含む）[1]
- 結核指定医療機関[1]
- 原子爆弾被害者医療指定医療機関[1]
- 原子爆弾被害者一般疾病医療取扱医療機関[1]
- DPC対象病院[1]
- 無料低額診療事業実施医療機関[1]

- 救急告示病院（病院群輪番制病院）[2]
- このほか、各種法令による指定・認定病院であるとともに、各学会の認定施設でもある。

## 交通アクセス
- 長崎電気軌道本線「大波止」停留場より徒歩3分[3]